# Бая-де-Арієш
Бая-де-Арієш (рум. Baia de Arieș) — місто у повіті Алба в Румунії. Адміністративно місту підпорядковані такі села (дані про населення за 2002 рік):
- Брезешть (276 осіб)
- Мунчелу (400 осіб)
- Сартеш (433 особи)
- Сімулешть (8 осіб)
- Чоара-де-Сус (260 осіб)

Місто розташоване на відстані 308 км на північний захід від Бухареста, 40 км на північний захід від Алба-Юлії, 50 км на південний захід від Клуж-Напоки.

## Населення
За даними перепису населення 2002 року у місті проживали 4669 осіб.
Національний склад населення міста:
| Національність | Кількість осіб | Відсоток |
| -------------- | -------------- | -------- |
| румуни         | 4617           | 98,9%    |
| угорці         | 39             | 0,8%     |
| цигани         | 9              | 0,2%     |
| німці          | 2              | < 0,1%   |
| українці       | 1              | < 0,1%   |
| італійці       | 1              | < 0,1%   |

Рідною мовою назвали:
| Мова       | Кількість осіб | Відсоток |
| ---------- | -------------- | -------- |
| румунська  | 4630           | 99,2%    |
| угорська   | 35             | 0,7%     |
| циганська  | 1              | < 0,1%   |
| українська | 1              | < 0,1%   |
| німецька   | 1              | < 0,1%   |
| італійська | 1              | < 0,1%   |

Склад населення міста за віросповіданням:
| Релігія                                       | Кількість осіб | Відсоток |
| --------------------------------------------- | -------------- | -------- |
| православні                                   | 4526           | 96,9%    |
| баптисти                                      | 35             | 0,7%     |
| греко-католики                                | 25             | 0,5%     |
| римо-католики                                 | 16             | 0,3%     |
| унітарії                                      | 16             | 0,3%     |
| реформати                                     | 12             | 0,3%     |
| п'ятдесятники                                 | 11             | 0,2%     |
| старообрядці                                  | 5              | 0,1%     |
| атеїсти                                       | 2              | < 0,1%   |
| адвентисти                                    | 1              | < 0,1%   |
| лютерани (Синодально-пресвітеріанська церква) | 1              | < 0,1%   |
| лютерани                                      | 1              | < 0,1%   |
| не релігійні                                  | 1              | < 0,1%   |
| не вказали релігію                            | 4              | 0,1%     |

## Зовнішні посилання
- Дані про місто Бая-де-Арієш на сайті Ghidul Primăriilor [Архівовано 14 травня 2012 у Wayback Machine.]